# Europacup I hockey mannen 2007
De 34ste en laatste editie van de Europacup I voor mannen werd gehouden van 25 mei tot en met 28 mei 2007 in Bloemendaal op het complex van hockeyclub Bloemendaal.
Sinds kort heet de Europa Cup I officieel de Eurohockey Club Champions Cup (kort: ECCC07). Het is een toernooi voor Europese clubteams die in het afgelopen seizoen landskampioen zijn geworden.
Het was de laatste keer dat dit toernooi in deze vorm werd gespeeld aangezien vanaf het seizoen 2007-2008 de strijd om de titel Europees Kampioen op een andere manier wordt georganiseerd. De Europacup I (voor mannen) wordt vervangen door de Euro Hockey League.
Er deden acht teams mee, naast organisator HC Bloemendaal ook Reading (Engeland), Kelburne (Schotland), St Germain (Frankrijk), Crefeld (Duitsland), Poznan (Polen), Atletic Terrassa (Spanje) en de Waterloo Ducks (België).
Er werden vier wedstrijden per dag gespeeld met de finales op de maandag.

## Poule-indeling

### Eindstand Groep A
| Team                    | Pnt | GS | W | G | V | DV | DT | DS |
| ----------------------- | --- | -- | - | - | - | -- | -- | -- |
| 1. Crefelder HTC        | 7   | 3  | 2 | 1 | 0 | 9  | 4  | +5 |
| 2. Reading HC           | 4   | 3  | 1 | 1 | 1 | 6  | 7  | -1 |
| 3. Kelburne HC          | 3   | 3  | 1 | 0 | 2 | 8  | 6  | +2 |
| 4. KS Pocztowiec Poznań | 3   | 3  | 1 | 0 | 2 | 9  | 15 | -6 |

### Eindstand Groep B
| Team                 | Pnt | GS | W | G | V | DV | DT | DS  |
| -------------------- | --- | -- | - | - | - | -- | -- | --- |
| 1. Atlètic Terrassa  | 9   | 3  | 3 | 0 | 0 | 14 | 6  | +8  |
| 2. HC Bloemendaal    | 6   | 3  | 2 | 0 | 1 | 12 | 3  | +9  |
| 3. Waterloo Ducks HC | 3   | 3  | 1 | 0 | 2 | 7  | 5  | +2  |
| 4. St Germain HC     | 0   | 3  | 0 | 0 | 3 | 2  | 21 | -19 |

## Speelschema
Vrijdag 25 mei 2007
- 10:00 A Crefelder HTC vs. Kelburne HC : 2 - 1
- 12:00 A KS Pocztowiec Poznań vs. Reading HC : 5 - 3
- 14:00 B Atlètic Terrassa vs. St Germain HC : 7 - 2
- 16:00 B HC Bloemendaal vs. Waterloo Ducks HC : 1 - 0

Zaterdag 26 mei 2007
- 10:00 A KS Pocztowiec Poznań vs. Kelburne HC 2 - 6
- 12:00 A Crefelder HTC vs. Reading HC 1 - 1
- 14:00 B Atlètic Terrassa vs. Waterloo Ducks HC 4 - 2
- 16:00 B HC Bloemendaal vs. St Germain HC 9 - 0

Zondag 27 mei 2007
- 10:00 A Crefelder HTC vs. KS Pocztowiec Poznań 6 - 2
- 12:00 A Reading HC vs. Kelburne HC 2 - 1
- 14:00 B Waterloo Ducks vs. St Germain HC 5 - 0
- 16:00 B Atlètic Terrassa vs. HC Bloemendaal 3 - 2

Maandag 28 mei 2007
- 08:00 A KS Pocztowiec Poznań - Waterloo Ducks 2 - 7
- 10:15 A Kelburne HC - St Germain HC 2 - 2 St Germain HC wint na strafballen 5-4
- 12:30 B Reading HC - HC Bloemendaal 2 - 6
- 15:00 B Crefelder HTC - Atlètic Terrassa 1 - 0

## Einduitslag
1.  Crefelder HTC 

2.  ONO Atlètic Terrassa 

3.  HC Bloemendaal 

4.  Reading HC 

5.  Waterloo Ducks HC 

5.  St Germain HC 

7.  Kelburne HC 

7.  KS Pocztowiec Poznan 